# Ralph Wheelwright
Ralph Wheelwright (* 11. September 1898 in New York City; † 15. April 1971 in Los Angeles, Kalifornien) war US-amerikanischer Drehbuchautor.

## Leben
Wheelwright war jahrelang Mitarbeiter bei MGM. In den 1930er-Jahren bis in die 1950er-Jahre lieferte er die grundlegende Story für einige Hollywood-Filmproduktionen, zudem war er zwei Mal in den 1940er-Jahren als Filmproduzent tätig. So basiert die Geschichte zu Blüten im Staub auf einer persönlichen Erfahrung von Wheelwright. Im Zuge des Versuches, mit seiner Frau ein Kind zu adoptieren, stießen die beiden auf Edna Gladney und ihre Organisation. Diese konnte ihnen zu einem Baby verhelfen. Von Gladney inspiriert verfasste Wheelwright eine Geschichte über ihr Leben und verkaufte sein Skript für 10.000 US-Dollar an Louis B. Mayer. Im Anschluss wurde der Film realisiert.
Für das Drehbuch zu dem Film Der Mann mit den 1000 Gesichtern war Goff 1958 gemeinsam mit Ivan Goff, R. Wright Campbell und Ben Roberts in der Kategorie Bestes Originaldrehbuch für den Oscar nominiert.

## Filmografie (Auswahl)
- 1941: Blüten im Staub (Blossoms in the Dust)
- 1956: Das Herz eines Millionärs (These Wilder Years)
- 1957: Der Mann mit den 1000 Gesichtern (Man of a Thousand Faces)